# 田横镇
田横镇是中国山东省青岛市即墨区下辖的一个镇，是青岛市规划的人口规模5~10万的23个重点镇之一。

## 行政区划
田横镇下辖西王村、北王村、中王村、东王村、南王村、农林村、南坦村、北坦村、西坦村、闫家庄村、山口村、马山后村、小桥村、邓家埠村、杨戈庄村、小丈村、上古庄屯村、下古庄屯村、周家高戈庄村、朱家高戈庄村、马家高戈庄村、王家高戈庄村、迟家高戈庄村、谢家埠后村、鲁家埠后村、林家埠后村、黄官屯村、蒲湾头村、卧龙村、大桥村、抬头村、新安村、沙戈庄村、黑石庄村、黄庵村、洼里村、崔诏村、上夼村、江家屯村、宅科村、英里村、潘家村、迟家村、仲村、沟里村、东辛庄村、泊子村、夼子村、宋家村、于家屯村、郑家村、房家村、周戈庄村、中韩家屯村、羊山后村、南韩家屯村、黄龙庄村、纪家庄村、东孟戈庄村、西孟戈庄村、埠西村、黑子村、大山前村、西崔戈庄村、东崔戈庄村、田横岛村、东陆戈庄村、西陆戈庄村、山东头村、何家寨村、董家寨村、李家寨村、刘家寨村、苏家寨村、南营子村、拖车口村、现子埠村、谗山村、南谗山村、山南村、钓鱼嘴村、南丁戈庄村、北丁戈庄村、任家丰城村、时家丰城村、于家丰城村、丰城河南村、七口村、北颜武村、南颜武村、彭家屯村、刁家大丈村、宫家大丈村、八亩地村、上庄村、崔家沟村、王家屯村、芝坊村、马坊村、时家庄子村、河东村、河西村、南芦村、北芦村、北雄崖所村、南雄崖所村、王戈庄村、田庄村、东龙湾头村、前车家夼村、后车家夼村、苏口村、西百里村、东百里村、南百里村、福台岭村、营子村、泉子头村、韩家屯村、绿豆圈村、东村、外栲栳村、里栲栳村、圈里村、杜家村。

## 中国传统村落
2012年，雄崖所村被评为首批“中国传统村落”。